# Joaquín Solano
Joaquín Solano Chagoya (ur. 2 czerwca 1913 w Chicontepec, zm. 15 lutego 2003 w Naucalpan) – meksykański jeździec sportowy. Brązowy medalista olimpijski z Londynu.
Zawody w 1948 były jego jedynymi igrzyskami olimpijskimi. Startował na koniu Malinche, sięgnął po medal w drużynowym konkursie WKKW. Drużynę tworzyli ponadto Humberto Mariles i Raúl Campero. Indywidualnie zajął 23. miejsce.